# Prionaster megaloplax
Prionaster megaloplax är en sjöstjärneart som beskrevs av Fisher 1913. Prionaster megaloplax ingår i släktet Prionaster och familjen Goniopectinidae. Inga underarter finns listade i Catalogue of Life.